# Symfonie nr. 3 (Vasks)
De derde symfonie van Pēteris Vasks kwam tot stand in 2004 en 2005. Het werk werd geschreven in opdracht van het Filharmonisch Orkest van Tampere.

## Geschiedenis
Het Filharmonisch Orkest van Tampere was voor zijn opname van Vasks' tweede symfonie onderscheiden met de Cannes Classical Disc of the Year 2004. Als gevolg van dat succes gaf het orkest de componist de opdracht voor de compositie van een nieuw werk van ca. 20 minuten. Toen Vasks eenmaal bezig was, liep de compositie uit naar een werk van 40 minuten en ontstond in zijn ogen een symfonie.

## Het werk zelf
De symfonie wordt in één geheel uitgevoerd. Er zijn wel tempowisselingen, maar de overgangen worden niet aangegeven als sluiting van het ene deel en opening van het andere deel:
1. Andante cantabile; een erg lyrisch stuk.
2. Moderato, Allegro, Andante; met soms verlaten klinkende muziek met dan weer uitbarstingen;
3. Adagio, andante; uitgestrektheid en leegte van de natuur.

Vasks (citaat): "The beauty of God's world. The destiny of humanity and the destiny of a people. Love and loyalty to ideals. Losses and the ability to rise up and move forward". Uiteraard staan goed en kwaad weer tegenover elkaar.  
Luisterend naar de muziek valt direct twee dingen op. 
1. Er is duidelijk sprake van een werk van een moderne componist, die terugvalt op tradities.
2. De hele symfonie klinkt als het vervolg op de vijftiende symfonie van Dmitri Sjostakovitsj. Het gebruik van zowel licht als zwaar slagwerk sluit naadloos aan op die symfonie. Maar de symfonie is veel optimistischer en helderder qua klank en zou ook maar zo een symfonie van Jean Sibelius kunnen zijn. In stille momenten hoor je toch ook Baltische invloeden, zoals bij het werk van Arvo Pärt.

## Bron
- Uitgave Ondine 1086.